# River Almond (vattendrag i Storbritannien, Perth and Kinross)
River Almond är ett vattendrag i Storbritannien.   Det ligger i kommunen Perth and Kinross och riksdelen Skottland, i den norra delen av landet, 600 km norr om huvudstaden London.